# Arca vinaria

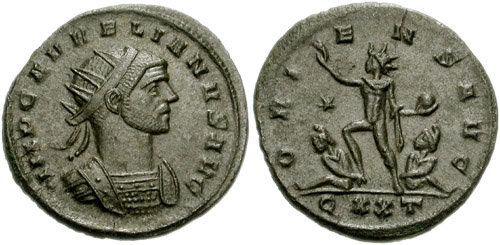
Moneda del emperador Aureliano, creador del Arca Vinaria.

El Arca vinaria es un tesoro público creado originalmente por el emperador Aureliano para depositar los beneficios de la venta del vino subvencionado públicamente y recaudado en especie por el gobierno. El vino se vendía en las escalinatas del templo del sol en Roma mandado edificar por Aureliano, donde tenía su sede la propia arca vinaria.
Era un fondo dinerario público administrado por el prefecto de la ciudad y por el comes sacrarum largitionum, y una ley de 365 disponía que este dinero financiase la restauración de los edificios y acueductos públicos. Este sistema de financiación subsistió hasta el siglo VI; en el reinado de Teodorico, la suma anual asignada para el mantenimiento del palacio imperial y de los edificios públicos de Roma procedía íntegramente de este tesoro.